# Igor Andrejev
Igor Valerjevič Andrejev [ígor valérjevič andréjev] (rusko Игорь Валерьевич Андреев), ruski tenisač, * 14. julij 1983, Moskva, Rusija.